# Saxe-Coburgo-Saalfeld

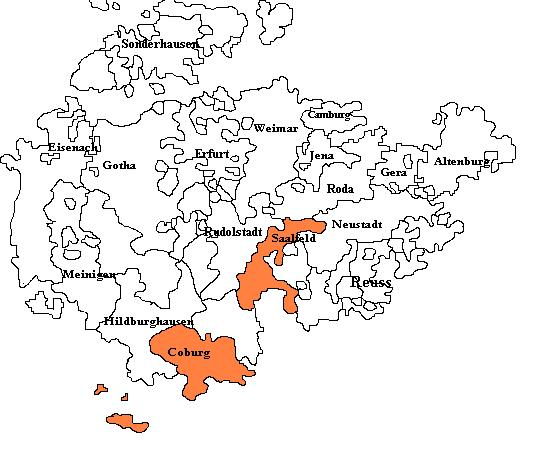
O território de Saxe-Coburgo-Saalfeld (em laranja), na Turíngia.

O Ducado de Saxe-Coburgo-Saalfeld, de Saxónia-Coburgo-Saalfeld (português europeu) ou de Saxônia-Coburgo-Saalfeld (português brasileiro) foi um dos ducados saxões detidos pela linhagem ernestina da dinastia Wettin. Estabelecida no século XVII, a linhagem de Saxe-Coburgo-Saalfeld durou até o rearranjo de territórios ernestinos que ocorreu logo após a extinção da linhagem Saxe-Gota, em 1825; na qual a linhagem de Saxe-Coburgo-Saalfeld recebeu Gota, mas perdeu Saalfeld para Saxe-Meiningen.

## Lista de duques de Saxe-Coburgo-Saalfeld
- João Ernesto (1675-1729)
- Cristiano Ernesto (1729-1745)
- Francisco Josias (1745-1764)
- Ernesto Frederico (1764-1800)
- Francisco Frederico Antônio (1800-1806)[1][2]
- Ernesto Antônio Carlos Luís (1806-1825)